# Prințul Frederic al Țărilor de Jos
Prințul Frederic al Țărilor de Jos, Prinț de Orania-Nassau (28 februarie 1797 – 8 septembrie 1881), a fost al doilea fiu al regelui Willem I al Țărilor de Jos și a soției lui, Wilhelmine a Prusiei.

## Arbore genealogic
1. ↑  „Prințul Frederic al Țărilor de Jos”, Gemeinsame Normdatei, accesat în 11 decembrie 2014
2. ↑  „Prințul Frederic al Țărilor de Jos”, Gemeinsame Normdatei, accesat în 31 decembrie 2014